# ترسون‌زاده
تُرسون‌زاده (فارسی تاجیکی: Турсунзода) شهری است در کشور تاجیکستان.
این شهر با جمعیت ۳۷ هزار نفر در ۶۰ کیلومتری غرب شهر دوشنبه (پایتخت) و ۴۰ کیلومتری شرق حصار واقع شده‌است.
شهر ترسون‌زاده به خاطر وجود کارخانهٔ ذوب آلومینیوم (تاداز) معروف است. ترسون‌زاده دو ایستگاه تلویزیونی به نام‌های TV-TADAZ و TV-REGAR، دو روزنامهٔ محلی و یک شبکهٔ رادیویی دارد.
منطقهٔ ترسون‌زاده ۱۳ درصد از برنج تاجیکستان را تولید می‌کند و ساخت سد برق‌آبی نارک بر روی رودخانهٔ وخش در نزدیکی شهر ترسون‌زاده باعث رشد اقتصادی آن شد.

## نام
نام این شهر پیش از این ریگر بود که در سال ۱۹۷۸ به افتخار شاعر ملی تاجیکستان میرزا ترسون‌زاده تغییر نام داد.
نام این محل در اصل حصار پایین بوده‌است که پس از ویران شدن محل به‌دست نصرالله‌خان امیر بخارا، در سال ۱۸۴۸ به ریخته‌گر شهرت یافت. نام ریخته‌گر به مرور زمان تبدیل به ریگر شد.